# Hands (singel)
"Hands" − drugi singel zespołu The Raconteurs z albumu Broken Boy Soldiers wydany w 2006. 
Na jednym z wydań B-sidem jest "It Ain't Easy", wykonany na żywo cover Davia Bowie. Teledysk został nakręcony 4 lipca 2006 w szpitalu psychiatrycznym Dikemark w Asker (koło Oslo) w Norwegii.

## Lista utworów

### CD
1. "Hands"
2. "Intimate Secretary" (live)

### 7" (D)
1. "Hands"
2. "Store Bought Bones" (The Zane Rendition)

### 7" (E)
1. "Hands" (live)
2. "It Ain't Easy" (live)